# Terme

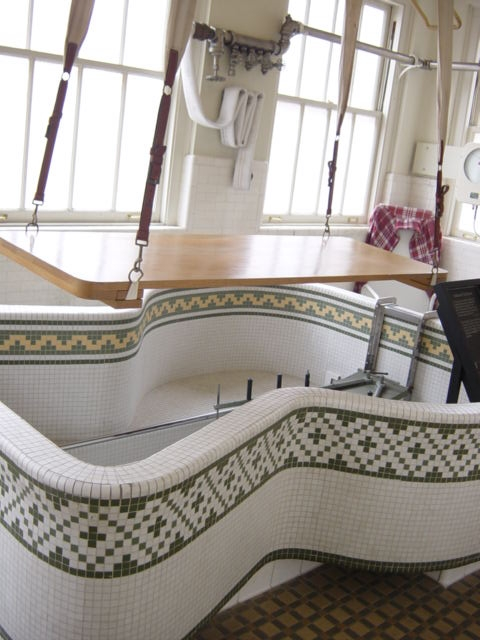
Una vasca per la balneoterapia in un centro termale di Hot Springs, Arkansas

Le terme sono strutture che sorgono in corrispondenza delle sorgenti termali e che sono dotate di impianti per la somministrazione di idroterapie. 
L'acqua erogata dalla sorgente termale è calda, con temperature che possono arrivare anche a 100 °C, e di origine profonda, legata a passati fenomeni vulcanici.
L'edificio, pubblico o privato, che ospiti all'interno o sorga in prossimità di tali luoghi è detto impianto termale, stabilimento termale o stazione termale.

## Storia

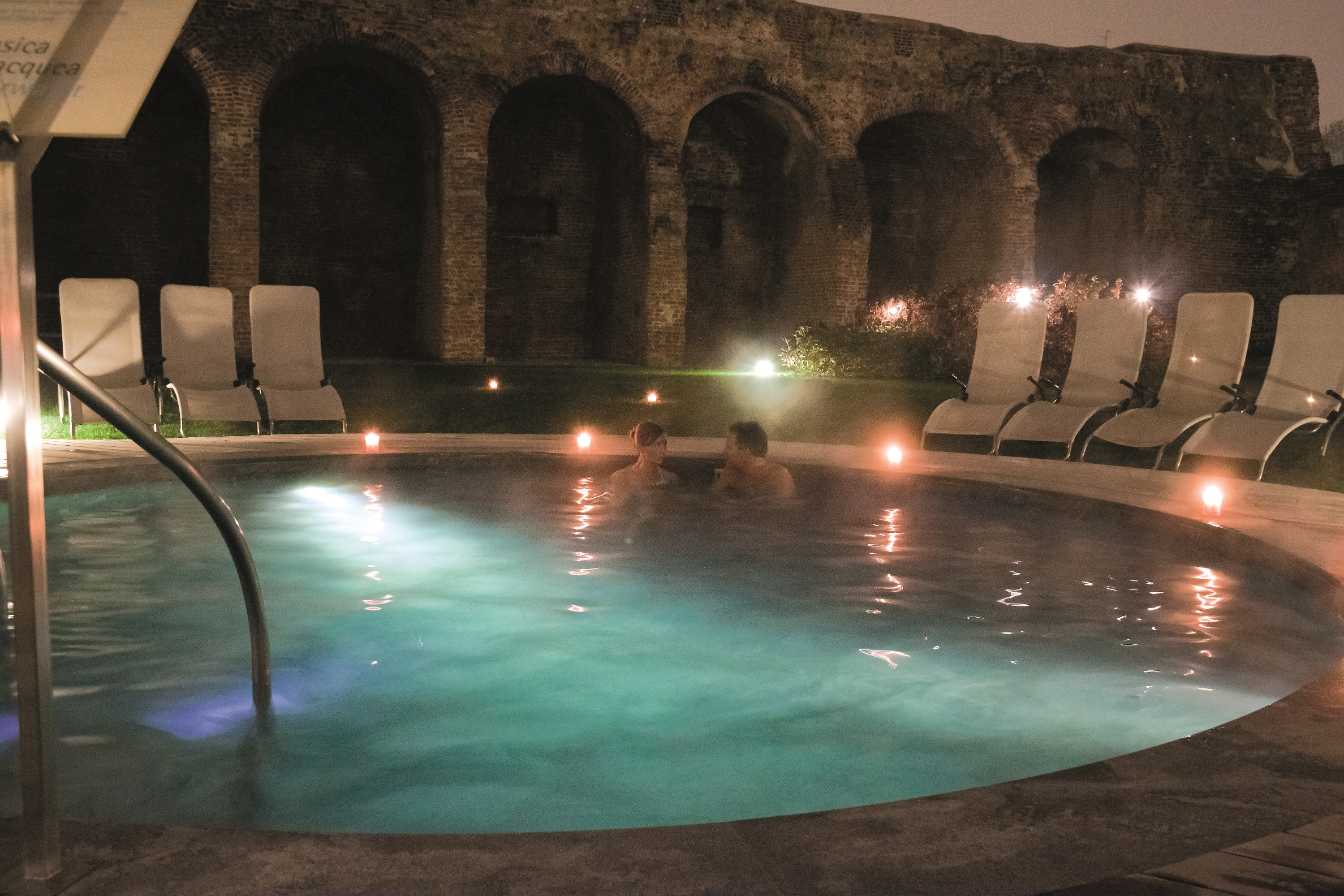
Terme moderne a Milano, Porta Romana

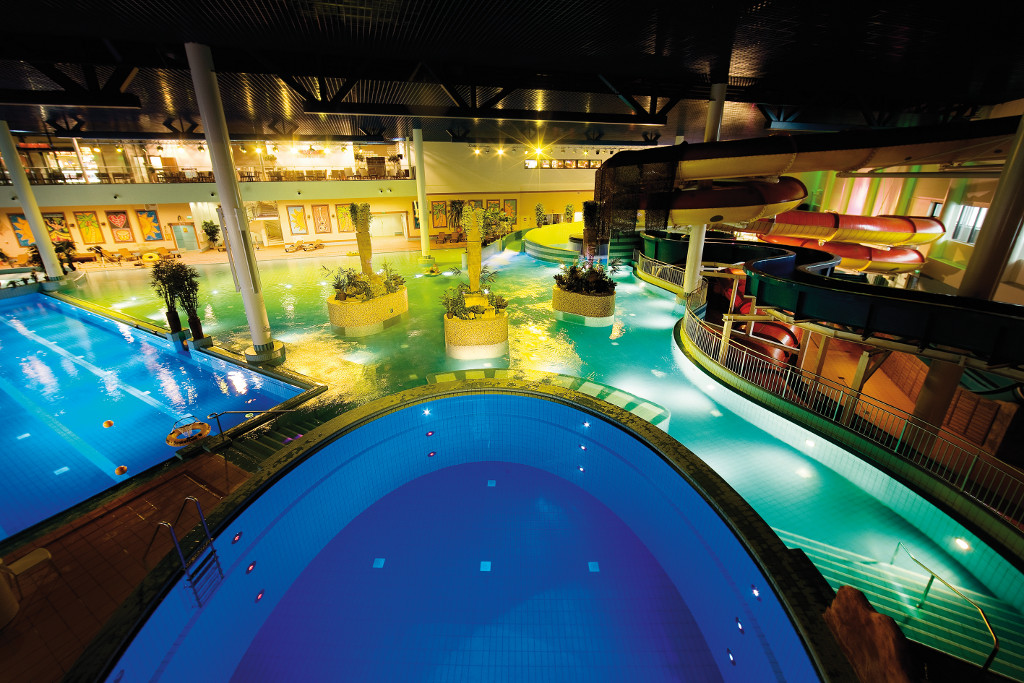
Flamingo Spa, terme moderne a Vantaa, Finlandia.

Sin dalla preistoria l'uomo ha fatto uso delle acque termali per le loro capacità antiparassitarie, terapeutiche ed igieniche.
Nelle civiltà del mondo antico l’acqua era considerata la più semplice e naturale medicina, e per questo un elemento sacro: le sorgenti erano luoghi dove bagnarsi per alleviare il dolore delle ferite o per trarre sollievo o guarigione in caso di febbre; i sacerdoti egizi dovevano lavarsi più volte al giorno per preservare la loro purezza; per questo, di fronte ai loro templi c'era sempre un lavacro per le abluzioni rituali.
Nelle tavolette sumere si accenna spesso all'uso dell’acqua in ambito medico. In riferimento alla cultura ebraica si legge nel Libro dei Re che Eliseo guarì Naaman dalla lebbra con bagni freddi praticati per sette volte nelle acque del Giordano (2Re 5,14-17).
Tuttavia è con la civiltà ellenica che il bagno assunse aspetti parzialmente distinti da quelli rituali anche se l’elemento sacro rimarrà inscindibile da queste pratiche per tutta l’età antica.
Le prime notizie sono presenti già nei poemi omerici, che mostrano come l’uso dei bagni a scopi salutari, oltre che sacrali, fosse al tempo una pratica acquisita, anche se risulta evidente come utilizzare il termine idroterapia sarebbe improprio, perché la funzione sanitario-rituale non è ancora distinta, e soprattutto in quanto le pratiche non sono supportate da nessuno studio scientifico. Saranno Ippocrate ed i suoi discepoli i primi a condurre tali tipi di indagini e i primi che ne preciseranno le indicazioni e le tecniche di utilizzo dell’acqua a scopo terapeutico. Questi studi medici, anche se discutibili, mettono in luce come nel pensiero ippocratico siano già presenti, in nuce, i principi fondamentali dell’idrologia intesa in senso moderno.
Dal VII -VI secolo a.C., il termalismo acquisì una diffusione sempre maggiore. Attraverso fonti archeologiche, epigrafiche e letterarie sappiamo che i Greci praticavano bagni in ambienti sia naturali che artificiali, in acque fredde o riscaldate; all'inizio non si usavano vasche di immersione, introdotte solo in epoca posteriore con l’uso del labrum, si usava piuttosto piedistallo sollevato da terra.
Sin dal XVI secolo, la parola spa, dalla cittadina belga Spa, nota già dal XIV secolo per le sue acque minerali, divenne il termine per antonomasia del termalismo, dapprima in inglese e poi anche in altre lingue. In italiano si usa dall'inizio del ventunesimo secolo. Il termine è da alcuni interpretato paretimologicamente a posteriori come acronimo di espressioni latine quali salus per aquam o sanare per aquam, e in questi casi scritto talora in maiuscolo (SPA).
Il termine spa è attualmente utilizzato per indicare le stazioni termali o in generale aziende che forniscono cure idroterapiche o anche servizi di benessere e cura del corpo. Oggi le aziende spa offrono non solo trattamenti termali, balneoterapici e idroterapici, ma anche altri servizi (ad esempio massaggi, sauna, bagni turchi, eccetera) per la salute e l'armonia del corpo e della mente.

## Terme romane

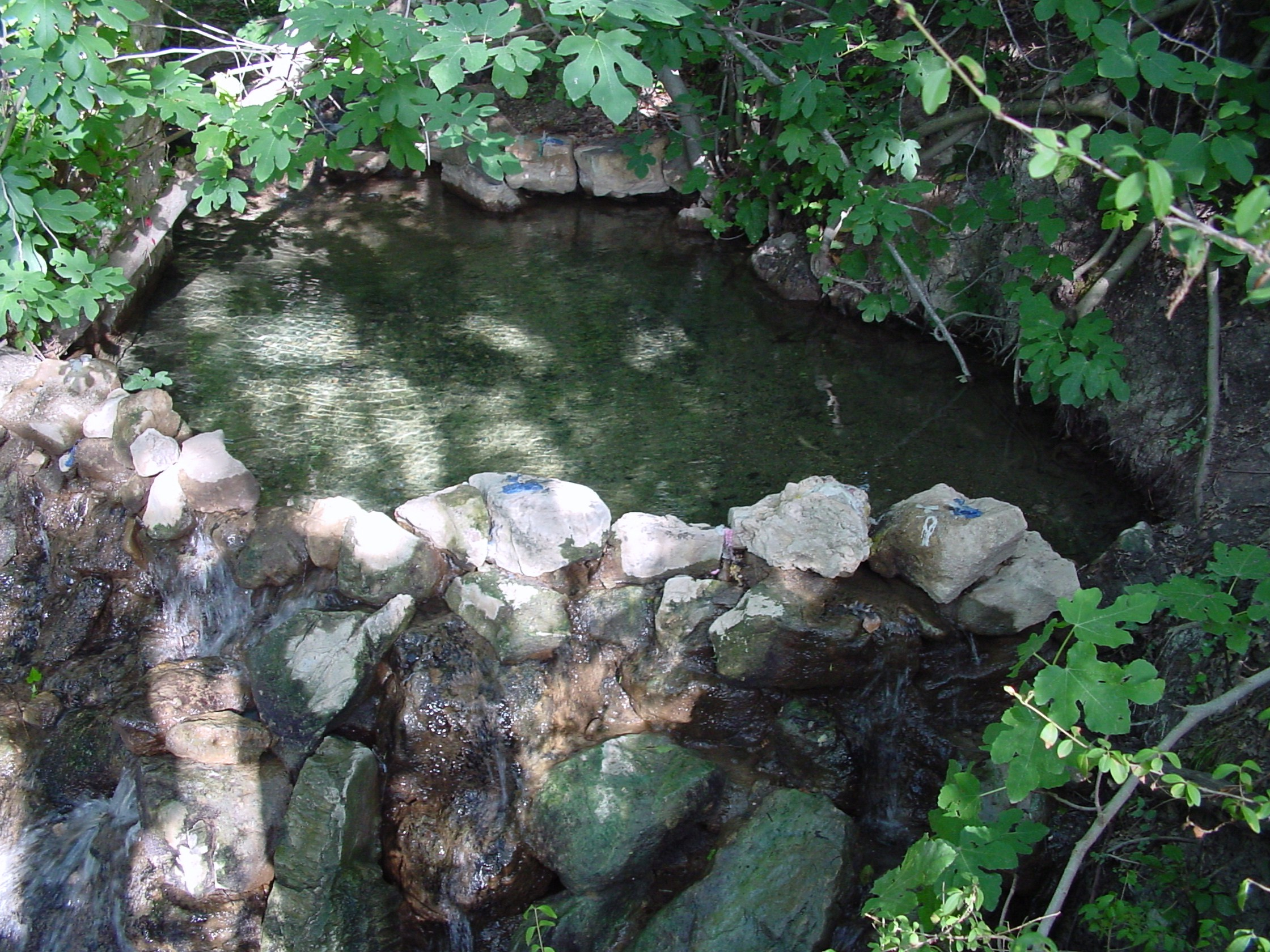
Acque termali spontanee a Sasso Pisano

Le terme romane erano edifici pubblici con impianti che oggi chiameremmo igienico-sanitari. Questi edifici sono i precursori degli impianti odierni e rappresentavano uno dei principali luoghi di ritrovo durante l'antica Roma.
Nella maggior parte dei casi le terme erano accessibili sia ai ricchi sia ai poveri; non c'erano quindi classi diverse di terme in base alla ricchezza.
Le prime terme nacquero in luoghi dove era possibile sfruttare le sorgenti naturali di acque calde o dotate di particolari doti curative. Col tempo, soprattutto durante l'età imperiale, si diffusero anche dentro le città, grazie allo sviluppo di tecniche sempre più evolute di riscaldamento delle acque.